# Adács
Adács (hongrois : Adács [ˈɒdaːt͡ʃ]) est une localité hongroise située dans le comitat de Heves.

## Site et localisation

### Géologie et géomorphologie
Adács est une commune située dans la partie sud de Mátraalja, à 11 kilomètres au sud de Gyöngyös. Son altitude moyenne ne dépasse pas 120 mètres. La localité ne possède pas de cours d'eau significatif et ses zones forestières sont limitées. Sa flore et sa faune présentent des caractéristiques typiques de la plaine hongroise. La commune couvre une superficie de 3 794 hectares, dont 216 hectares en zone habitée et 3 578 hectares en zone non bâtie.

## Histoire
Le territoire d'Adács était déjà habité à la fin de l'âge du bronze, comme en témoignent les vestiges d'un cimetière découverts aux abords du village. Les objets mis au jour lors des fouilles sont aujourd'hui conservés au musée du château d'Eger.
Au Moyen Âge, Adács était un fief de la famille Aba, plus précisément partagé entre ses branches Kompolthi, Csobánka et Adácsi. La première mention écrite de la localité remonte à 1323, sous le nom de Adach. Cette année-là, le roi Charles Robert de Hongrie attribua les terres d'Adács à Imre, fils de Pál, en récompense de ses services lors de la campagne de Rozgony. En 1337, Imre acheta les parts restantes du domaine à Miklós Adácsi, devenant ainsi l'unique seigneur du village. Ses descendants fondèrent plusieurs lignées aristocratiques, dont les familles Visontai et Detki.
D'après les registres de la dîme papale de 1332-1337, Adács possédait déjà une paroisse indépendante à cette époque. Son église fut construite au XVIe siècle.
Au XVe siècle, entre 1421 et 1474, Adács était un point de péage. En 1426, la localité passa aux mains de la famille Palóczi, puis, après l'extinction de cette lignée, elle fut successivement la propriété de Zsigmond Ráskay, Péter Perényi et Ferenc Bebek. À partir de 1614, elle appartint à Tamás Bosnyák, capitaine du château de Fülek, puis à Imre Balassa. Après l'invasion ottomane de 1683, le domaine fut attribué à István Koháry, dont les descendants en conservèrent la propriété jusqu'en 1741, année où le village appartenait encore au comte András József Koháry. En 1746, Adács fut acheté par le comte József Illésházy, avant de passer en 1759 à la famille Batthyány, qui en resta propriétaire pendant plus de 150 ans.
Selon certaines sources, le village médiéval d'Adács était situé dans la région du Telek-dűlő, mais il fut détruit en 1706, contraignant ses habitants à se réinstaller sur le site actuel en 1712.
En 1773, un sceau communal représentait une faucille, un soc de charrue et une gerbe de blé, avec l'inscription « Adacsi pecsetnyomo ».
Au XIXe siècle, Adács connut plusieurs événements marquants. En 1863, un incendie détruisit entre huit et dix maisons, tandis qu'un léger tremblement de terre frappa la région en 1868.
Au début du XXe siècle, Adács comptait plusieurs hameaux et fermes, parmi lesquels Kenyérvár, Józseftanya (également appelée Olgamajor, propriété de Tivadar Haraszty), Istvántanya (anciennement Andrétanya jusqu'en 1903), Jánostanya (autrefois Bencsiktanya), Alajostanya (autrefois Farkastanya) et Monostordombi tanya (également connue sous le nom de Czudariktanya).
En 1910, Adács comptait 3 627 habitants, tous de confession catholique romaine et d'ethnie hongroise.
Déjà au début du XXe siècle, la commune faisait partie du district de Gyöngyös, dans le comitat de Heves.

## Population

### Minorités culturelles et religieuses
Lors du recensement de 2001, la population d'Adács se déclarait majoritairement hongroise (97 %), avec une minorité rom (3 %).
En 2011, la part des habitants s'identifiant comme hongrois était de 86,4 %, tandis que 6,9 % se déclaraient roms et 0,5 % allemands. Environ 13,6 % des habitants n'ont pas répondu à la question sur l'appartenance ethnique. En raison des identités multiples, la somme des pourcentages peut dépasser 100 %.
Concernant la répartition religieuse, 64,5 % des habitants se déclaraient catholiques romains, 2,9 % étaient protestants réformés, tandis que 8,2 % se déclaraient sans affiliation religieuse. 23,7 % des habitants n'ont pas souhaité répondre à cette question.
En 2022, 90,7 % de la population s'identifiait comme hongroise, tandis que 4,5 % se déclaraient roms. D'autres minorités étaient également présentes, notamment les Ukrainiens (0,3 %), Allemands (0,3 %), Roumains (0,2 %) et Bulgares (0,1 %). Par ailleurs, 1,3 % des habitants revendiquaient une autre origine nationale. 9,2 % de la population n'a pas répondu à la question sur l'ethnicité.
Sur le plan religieux, 43,2 % des habitants se déclaraient catholiques romains, 3 % étaient protestants réformés, 0,8 % grecs-catholiques et 0,1 % luthériens. Environ 1,6 % appartenaient à une autre confession chrétienne et 0,9 % à un autre courant catholique. La part des personnes sans affiliation religieuse atteignait 10,3 %, tandis que 39,9 % des habitants n'ont pas répondu à cette question.

## Équipements

### Réseaux extra-urbains
Adács est accessible par la route 3210 depuis Gyöngyös et par la route secondaire 32 103, qui se détache de la route 3203, reliant Gyöngyös à Jászberény, en venant de Vámosgyörk.
Pour les trajets longue distance, l'accès le plus direct se fait via l'autoroute M3, en empruntant la sortie Gyöngyös-Est – Mátrafüred – Adács (78).
La commune est également desservie par la ligne ferroviaire Budapest–Sátoraljaújhely, qui dispose d'un arrêt à Adács. Celui-ci est situé dans la partie nord de la localité, juste à côté du passage à niveau de la route 3210.

## Économie
La commune d'Adács dispose d'une infrastructure complète. L'électrification a été achevée en 1966, et toutes les habitations sont raccordées au réseau d'eau potable. L'alimentation en gaz a été mise en place en 1990, tandis que le réseau d'assainissement et la télévision par câble ont été installés en 2005.
L'activité économique locale reste relativement restreinte, avec peu d'entreprises implantées sur place. L'employeur principal est la MÁV (les chemins de fer hongrois), mais de nombreux habitants se déplacent quotidiennement vers Visonta ou Gyöngyös pour travailler.
À la périphérie de la commune, un étang de pêche constitue un site de loisirs apprécié. Ces dernières années, environ 150 petites résidences de vacances ont été construites aux abords du plan d'eau.

## Patrimoine urbain
L'église catholique romaine Saint-Jacques (Szent Jakab apostol-templom) est un édifice de style baroque précoce, construit en 1742 à l'initiative de István Koháry. À l'origine, elle ne possédait pas de clocher ; celui-ci fut ajouté après 1789, donnant à l'édifice son apparence actuelle. L'intérieur est dominé par un maître-autel de style baroque tardif. L'église est aujourd'hui classée monument historique.
Devant l'église se dresse un calvaire en pierre, érigé en 1807. La commune abrite également plusieurs monuments religieux, dont la croix de Sainte-Madeleine (Szent Magdolna-kereszt, 1801) et une statue de Saint Jean Népomucène (Nepomuki Szent János-szobor, 1779).
Plusieurs maisons traditionnelles du XIXe siècle, témoins de l'architecture vernaculaire hongroise, sont également classées monuments historiques.
Le centre culturel József Attila (József Attila Művelődési Ház) constitue un pôle important pour la vie culturelle locale. La commune accueille également des événements annuels, notamment la Rencontre des Hongrois au-delà des frontières (Határon Túli Magyarok Találkozója) et le Festival national de théâtre amateur (Országos Színjátszó Fesztivál).